# Muhajir (Volk)
Die Muhajir sind muslimische Einwanderer multiethnischer Herkunft und deren Nachkommen in Pakistan, die nach der Teilung Indiens 1947 aus verschiedenen Regionen Indiens eingewandert sind. Die Muhajir sprechen Urdu als Muttersprache und werden deshalb als Urdu-sprechend bezeichnet.

## Etymologie
Das Wort muhādschir (مهاجر [muˈhaːdʒir]) ist arabisch und bedeutet Auswanderer, Emigrant, Einwanderer, Immigrant und Migrant.

## Geschichte

Flüchtlingsbewegungen nach der Teilung Indiens 1947

Nach der Teilung Indiens und der Unabhängigkeit Pakistans am 14. August 1947 kam es zur Vertreibung oder Auswanderung der meisten Muslime aus Indien nach Pakistan und der Hindus und Sikhs aus Pakistan nach Indien. Insgesamt waren von dem Bevölkerungsaustausch zwischen 1947 und 1950 mehr als 10 Millionen Menschen betroffen. Andere Schätzungen gehen von etwa 20 Millionen deportierten, vertriebenen oder umgesiedelten Menschen aus. In Pakistan ist von 7,5 Millionen Muhajir, muslimischen Flüchtlingen, die Rede. Die Anzahl der Todesopfer bei der gegenseitigen Vertreibung wird je nach Quelle auf 200.000 bis 2.000.000 Menschen geschätzt. Die Einwanderer kamen aus den verschiedensten Städten Indiens in die Provinz Sindh in Pakistan. Viele Einwanderer ließen sich in Karatschi, Rawalpindi, Sukkur und Mirpurkhas nieder. Viele Einwanderer sprachen Urdu und weitere Dialekte. Sie assimilierten sich im Laufe der Zeiten zu neuen ethnischen Gruppen.

## Pakistan Movement
Britisches Gebiet wurde 1857 durch die British East India Company kontrolliert. Sie verwaltete das Gebiet im Namen der Großmogulen Indiens. Die Niederlage von Mutineers 1857 führte dazu, dass die Briten die unmittelbare Kontrolle über die Gebiete der Großmogule erlangten.
Es kam nach dem Indischen Aufstand von 1857 zu Unruhen und die Briten gingen gezielt gegen die indische Bevölkerung vor, denn die Anführer des Aufstandes kamen aus diesen Territorien. Es wurden 1000 Menschen in Uttar Pradesh umgebracht. Das Pakistan Movement hatte das Ziel, einen mehrheitlich muslimischen Staat auszurufen. Die Bewegung wurde im 19. Jahrhundert initiiert, als Sir Syed Ahmed Khan die muslimische Autonomie ansprach. Die Idee eines eigenen Staates war unter der muslimischen Bevölkerung sehr populär. Die Muslime initiierten die Bewegung in der All-India Muslim League und ihr Hauptquartier lag in Neu-Delhi. Die All India Muslim League gewann bei den Wahlen 1946 90 % der für Muslime bestimmten Sitze. Die Forderung nach der Gründung des Staates war unter den indischen Muslimen sehr populär.